# Riad Beyrouti

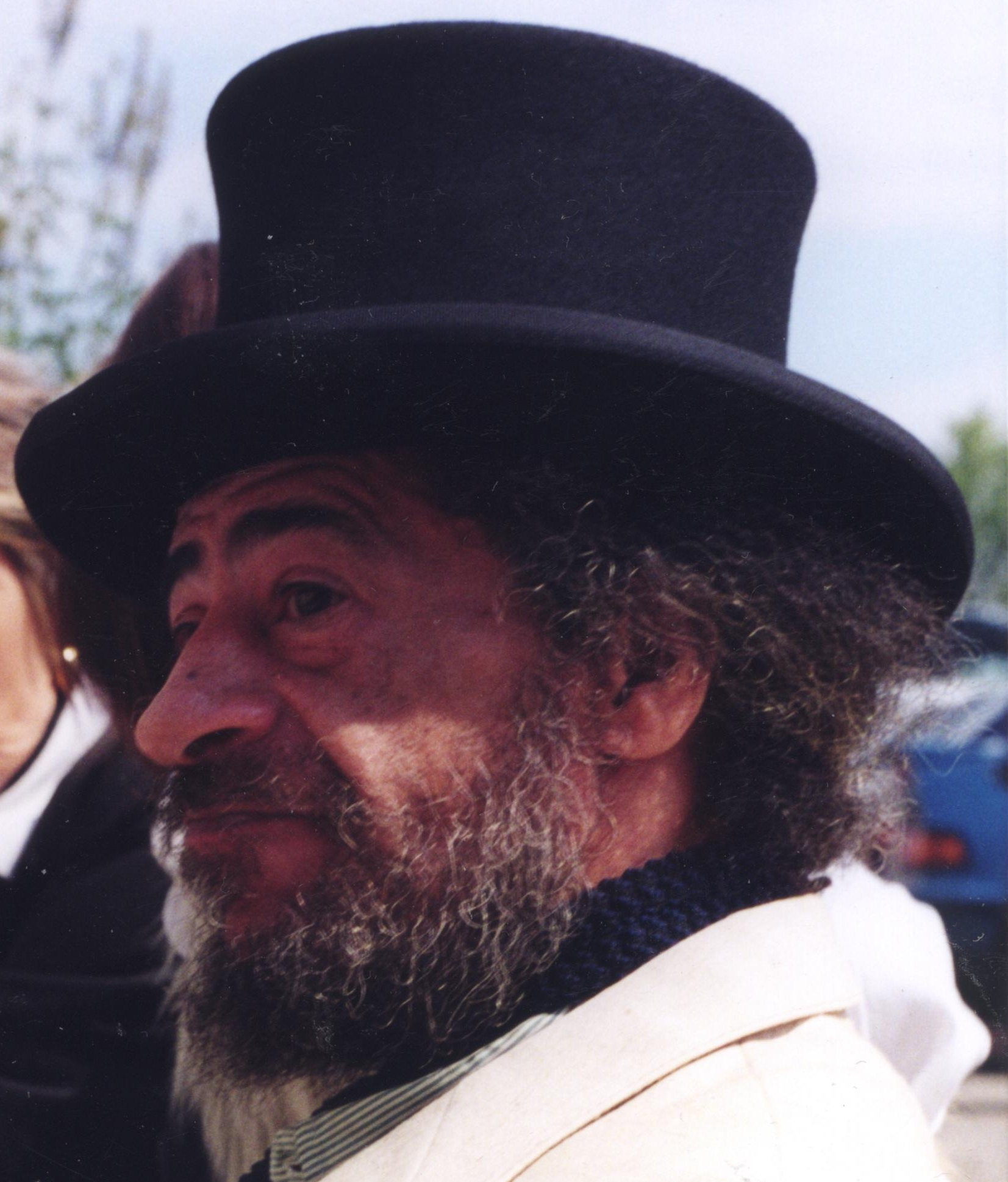
Riad Beyrouti (2006)

Riad Beyrouti (arabisch ریاض بیروتي ; * 6. Mai 1944 in Damaskus; † 4. November 2019 in Honfleur) war ein syrischer Maler. Er lebte seit 1969 in der französischen Region Basse-Normandie.

## Biografie
Riad Beyrouti studierte an der Staatlichen Hochschule der Schönen Künste in Damaskus, wo er sich auf das Anfertigen von  Skulpturen spezialisierte. 1969 zog er nach Frankreich und studierte Bildhauerei an der École nationale supérieure des beaux-arts de Paris. Zu jener Zeit war César Baldaccini verantwortlich für die Skulpturabteilung dieser Schule.
Er nahm an verschiedenen Ausstellungen in Caen und Honfleur teil.

## Werke (Auswahl)

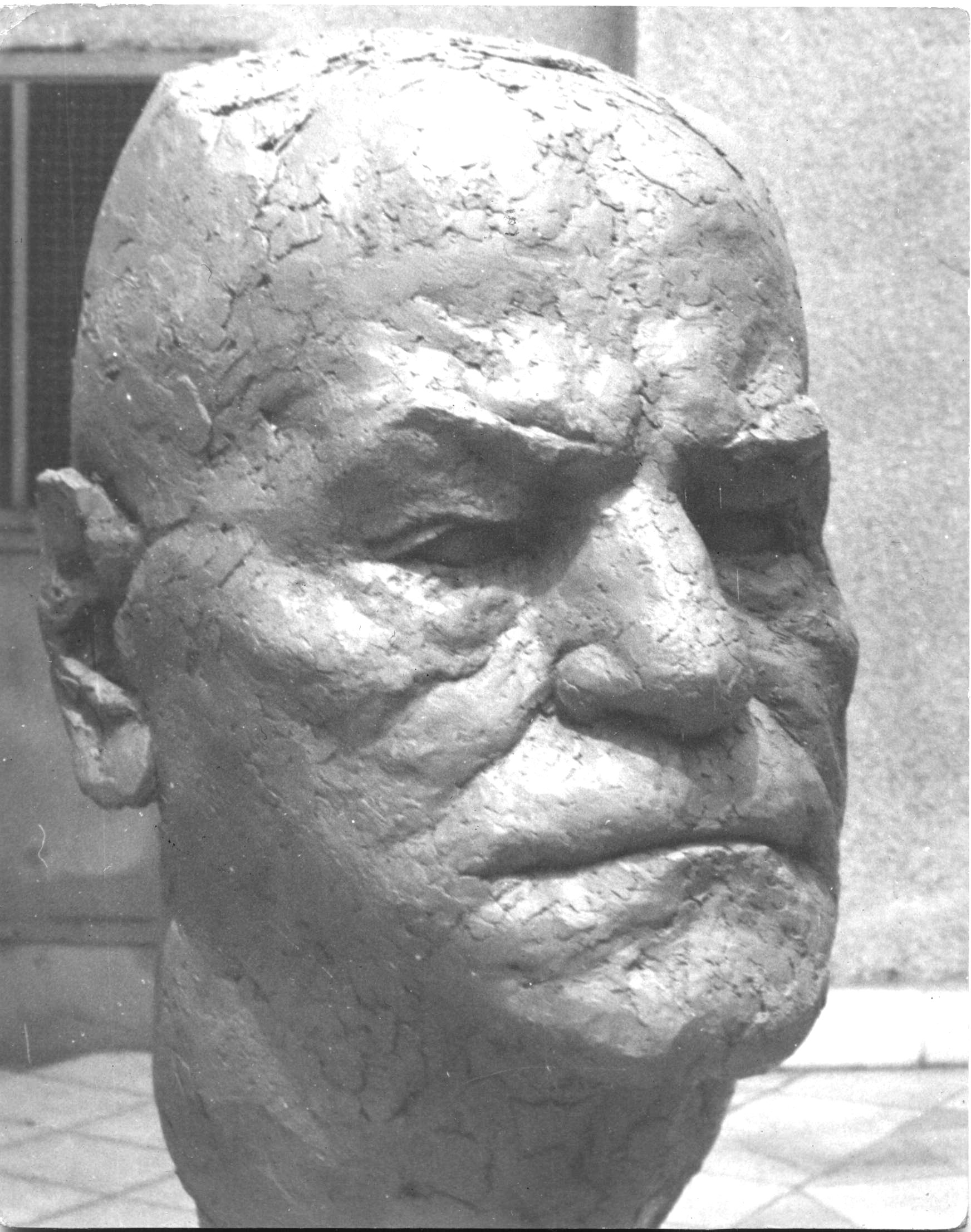
Skulptur
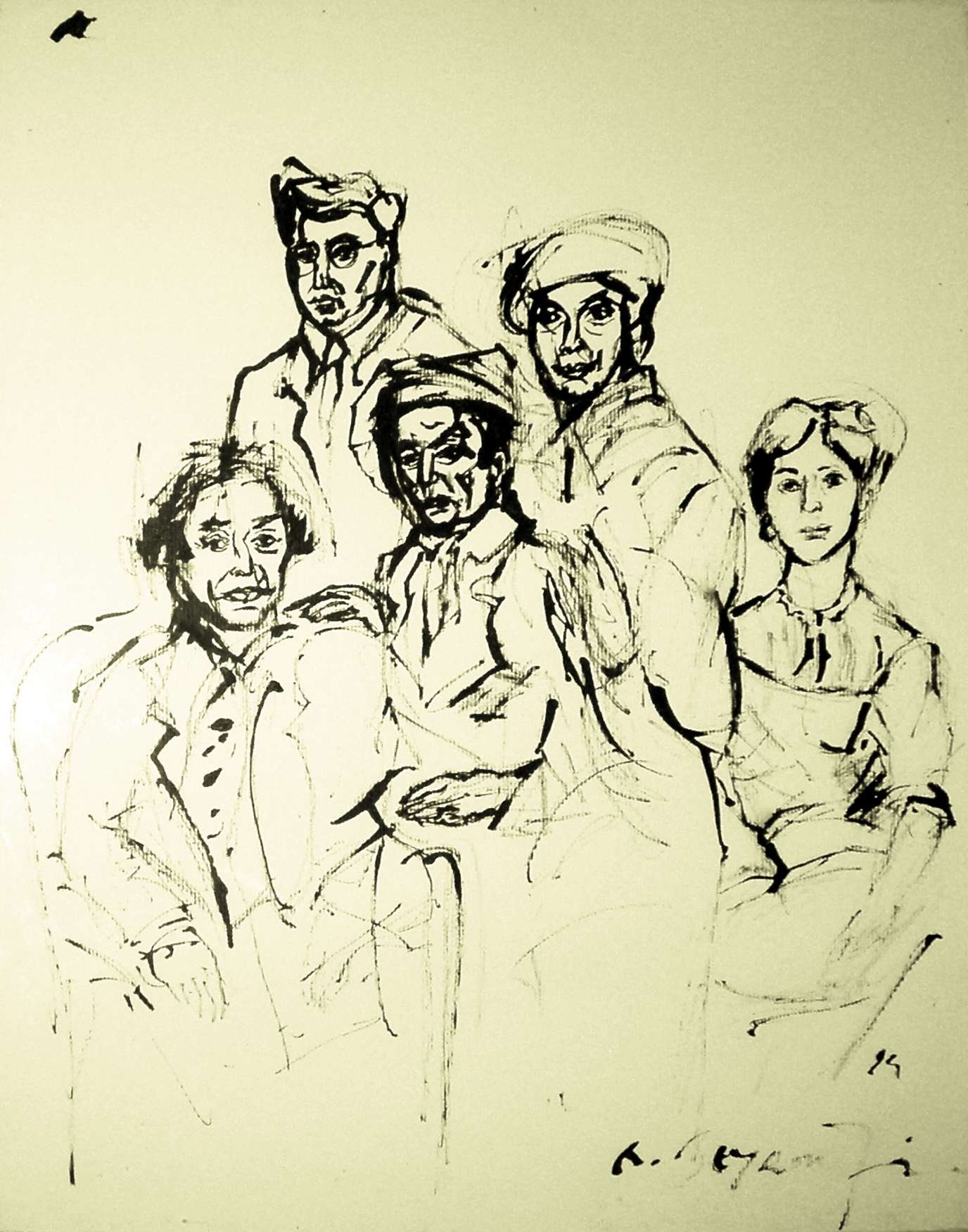
Monochrom
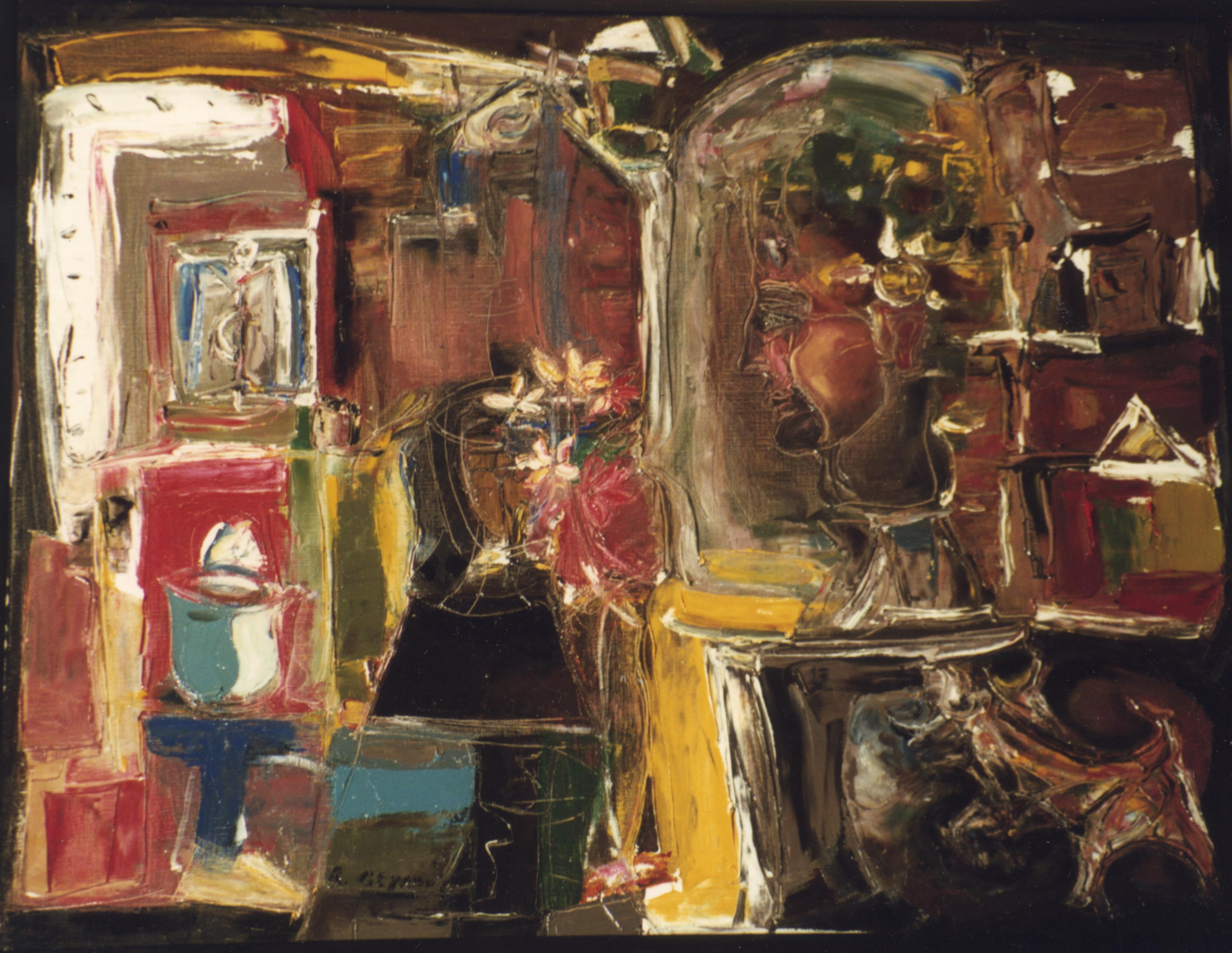
Öl auf Leinwand
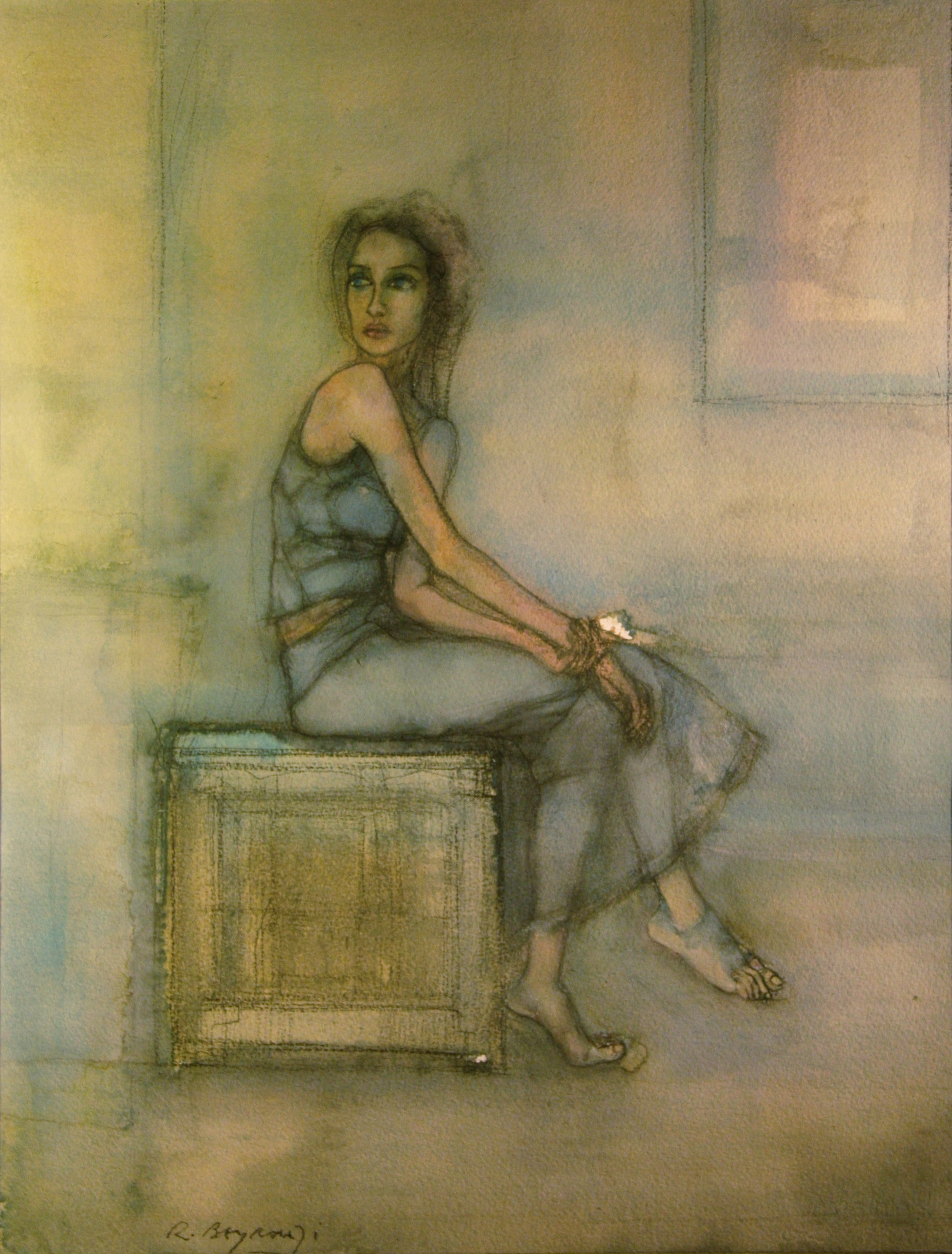
Tusche auf Karton

### Bildhauerisches Werk
- Platon, 1968
- Mensch und Zeit, 1968

### Bildnerisches Werk
- Tusche auf Karton
- Öl auf Leinwand

### Preisgestaltung
24. Februar 1984 ist eine Tusche auf Karton (54 × 58 cm) durch die Region Basse-Normandie für 7200 Frs gekauft worden.